# Disputatio

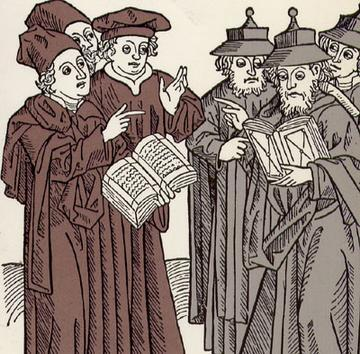
Una disputa tra studiosi ebrei e cristiani - Xilografia di Johannes von Armssheim (1483).

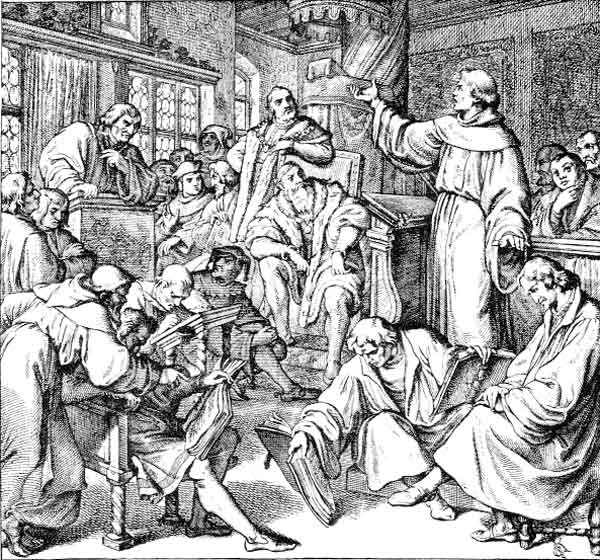
Disputatio di Lipsia - vignetta

La disputa (in latino: disputatio; plurale: disputationes), nello scolasticismo ed in particolare nel sistema di istruzione del Medioevo, è una modalità formale di dibattito utilizzata per elaborare e formulare teorie e leggi in ambito teologico e scientifico. Il processo è incentrato su una quaestio, che è l'argomento su cui verte la disputa del quale è richiesta una completa comprensione, e si basa sulla messa in discussione dei tradizionali scritti delle autorità.
Nella scolastica medievale, la disputa è, con la lectio, parte di alcuni metodi onnipresenti ed essenziali dell'insegnamento e della ricerca, oltre che una tecnica d'esame nelle università dei primi anni del XIII secolo. Poi, a poco a poco il termine assume il significato di "dibattito a sfondo teologico", prima svolto fra ebrei e cristiani, poi nel periodo della riforma protestante, fra cattolici e protestanti.

## Ladisputatiouniversitaria
In origine, la disputa è organizzata come una discussione orale, generalmente pubblica, tra più interlocutori. Quando è in programma una disputatio, le lezioni vengono sospese, ma i laureati della facoltà e gli studenti dei corsi vi devono partecipare.
La struttura della disputa è generalmente la seguente:
- l'insegnante formula la quaestio, cioè il tema su cui si svolgerà la discussione;
- un opponens (opponente) solleva obiezioni sulla quaestio;
- il respondens (di solito un laureato) cerca di controbattere in modo da creare un dibattito;
- una volta esauriti tutti gli argomenti, l'insegnante propone una possibile soluzione (determinatio), che può confutare gli argomenti o approvarli;
- l'insegnante conclude alcuni giorni dopo con una determinatio magistralis che dava luogo a una relazione scritta della disputa (quaestio disputata).

Il metodo della disputa è indipendente dalle materie di cui si discute e «sembra che abbia svolto un ruolo importante nella ricerca universitaria, sia per un vero dibattito su un problema nuovo, sia per uno scambio di opinioni scritto». Le disputationes attorno alle quali prendevano parte tutti i docenti e gli studenti di una facoltà sono state chiamate disputationes magistrorum. Le disputationes più solenni sanciscono il passaggio di uno studente al ruolo di insegnante.
Tuttavia le disputationes de quolibet (dal latino quod: «qualsiasi cosa (scelta)», e libet: «è gradita») ne erano la forma più rara e importante. Ogni due o tre anni, gli insegnanti di una università si proponevano di risolvere qualsiasi quesito che gli assistenti avessero posto loro (quaestiones quodlibetales), oltrepassando per l'occasione il novero dei soli studenti, che potevano entrare a far parte del clero di tutti gli ordini o degli insegnanti di altre università.
La disputatio verbale a poco a poco scompare a favore dello scritto e il ruolo dell'insegnante diviene schiacciante rispetto agli studenti. Agli inizi del XIII secolo, san Bonaventura attesta che gli statuti della facoltà teologica dell'Università di Parigi imponevano agli aspiranti maestri di associare lectio, disputatio e praedicatio mediante almeno un sermone e una collatio (oppure due collationes). Quest'ultima era un commento biblico che integrava le fonti patristiche e i libri della Sacra Scrittura, teso a dimostrare l'organicità e l'unità divinamente ispirata dei testi. Il sermone universitario aveva luogo presso i domenicani nel giorno sacro al Signore, mentre per le Solennità infrasettimanali si svolgeva presso i frati minori a cura di un minore o di un predicatore. Se il frate degli ordini mendicanti teneva al mattino il sermone universitario mentre celebrava la Santa Messa, in luogo della moderna predica, in capo a quest'ultimo vigeva l'obbligo di celebrare il Vespro e la relativa collatio. La sequenza didattica di lezione, disputa e predicazione fu confermata anche da Pietro il Cantore.

## La "disputatio" medievale

### Dispute interreligiose
Un significativo numero di dispute ebbe luogo tra cristiani e teologi ebrei, sotto forma di dibattito teologico e filosofico o anche di dichiarato proselitismoin cui non di rado la parte cristiana era rappresentata da un convertito di recente dall'ebraismo. I cristiani dichiaravano che il solo rifiuto degli ebrei di accettare Cristo stesse a significare una seconda venuta. La parte ebraica solitamente cercava di creare una situazione in cui la sua controparte era costretta a negare l'Antico Testamento per vincere, commettendo però eresia.
Secondo Michael J. Cook, "Dal momento che 'vincere' un dibattito avrebbe potuto anche compromettere la sicurezza della comunità ebraica in generale, certamente sono entrate considerazioni di carattere politico in ciò che i 'disputanti' ebrei affermavano pubblicamente o si astenevano dal dire. Trascrizioni ufficiali del dibattimento in questione, inoltre, potevano non riportare fedelmente ciò che effettivamente era accaduto; in alcuni punti quello che era riportato per iscritto non era la registrazione dei dialoghi per come si erano svolti, ma revisioni polemiche cristiane redatte dopo i fatti."

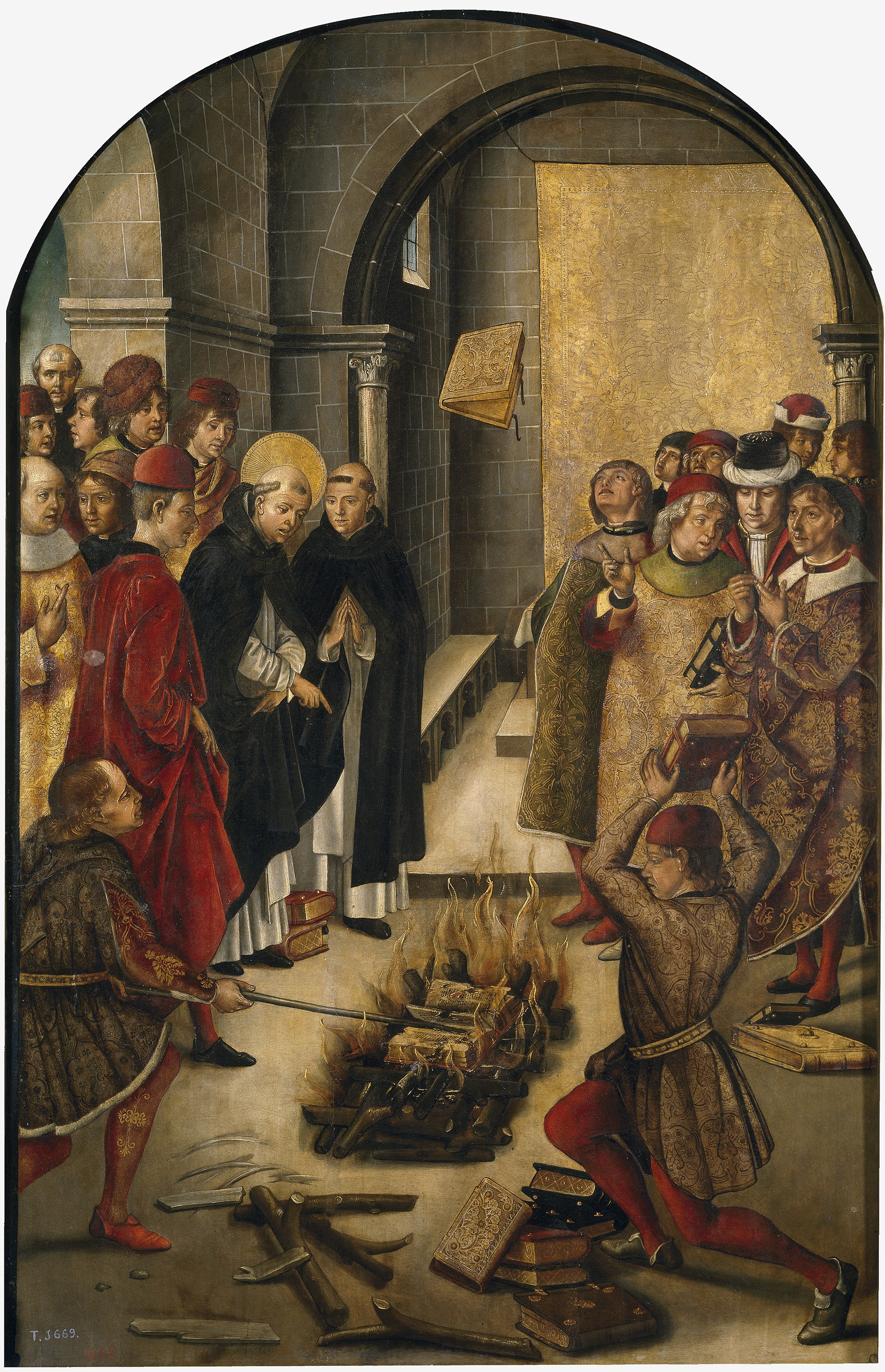
Questo dipinto del XV secolo di Pedro Berruguete raffigura la leggenda di san Domenico e i suoi disputanti Albigesi che gettano i loro libri nel fuoco (c. 1208). I libri di san Domenico saltano fuori dalle fiamme miracolosamente.

- 1240 - la disputa di Parigi durante il regno di Luigi IX di Francia (san Luigi) tra un membro dell'Ordine francescano, Nicholas Donin, che in precedenza si era convertito dall'ebraismo e convinse papa Gregorio IX ad emettere una bolla che ordina il rogo del Talmud, disputando la questione con quattro dei rabbini più illustri di Francia: Yechiel di Parigi, Mosè di Coucy, Judah di Melun, e Samuel ben Solomon di Château-Thierry. La commissione dei teologi cristiani il 17 giugno 1244 condanna al rogo il Talmud; ventiquattro carri carichi di manoscritti religiosi ebraici sono dati alle fiamme per le strade di Parigi.
- 1263 - la disputa di Barcellona davanti al re Giacomo I d'Aragona, tra il monaco Pablo Christiani (un convertito dall'ebraismo) e il rabbino Moses ben Nachman (noto anche come Nachmanides). Alla fine della disputa, il re assegna un premio in denaro a Nachmanides e dichiara che mai prima aveva sentito "una causa ingiusta così nobilmente difesa."[5] Tuttavia i domenicani avevano rivendicato la vittoria, così Nachmanides fu esiliato e la sua relazione del dibattimento condannata e bruciata. Un comitato nominato dal re censurò i passaggi dal Talmud che si ritenevano offensivi.[6]
- 1375 - disputationes pubbliche tenute a Burgos e Avila da Moses ha-Kohen de Tordesillas con i convertiti dall'ebraismo Giovanni di Valladolid e Alfonso di Valladolid. Un'altra disputa si è tenuta circa nello stesso periodo a Pamplona da Shem-Tob ben Isaac Shaprut di Tudela col cardinale don Pedro de Luna, successivamente antipapa Benedetto XIII, la disputa originava dai soggetti dei libri "'Ezer ha-Emunah" (da Mosè) e "Eben Boḥan".[7]
- 1413 - la disputa di Tortosa in Spagna, istituita dall'antipapa Benedetto XIII. Come conseguenza il Papa impartì istruzioni per cui tutti i libri del Talmud avrebbero dovuto essere consegnati ai suoi funzionari per la censura.

### Obligationes
Nel XIII e XIV secolo era comune la obligatio o disputatio de obligibus, cosiddetta perché i partecipanti erano obbligati a seguire delle regole. Malgrado il nome, esse non si riferiscono a valori etici o morali, quanto piuttosto a formalismi logici.
Tipicamente, c'erano due disputanti: un Opponens e un Respondens. All'inizio di un dibattito, entrambi i contendenti concordavano su un positum, di solito un'affermazione falsa. Il compito del Respondens era quello di rispondere razionalmente alle domande dell'Opponens, assumendo la verità del positum e senza cadere in contraddizione. Al contrario, il compito degli Opponens era quello di cercare di forzare i Respondens alle contraddizioni.
Le Obligationes assomigliavano anche a una versione stilizzata, altamente formalizzata, dei dialoghi socratici. Potevano anche essere visti come una forma di dialettica aristotelica con un Rispondente e un Interrogante. Essi precedettero la semantica dei giochi, i giochi di Lorenzen e quelli di Jaakko Hintikka.

## Nascita del protestantesimo  (1518-1550)
Il 31 ottobre 1517 Martin Lutero ha avviato la riforma protestante chiedendo la messa in discussione 95 tesi. Anche se presentata come una chiamata a una disputa scolastica ordinaria, la discussione orale non è mai avvenuta.

### Disputa di Heidelberg (1518)
Nel corso di un convegno tenuto all'Università di Heidelberg il ventisei aprile del 1518, Lutero condusse una disputa su 28 tesi teologiche e 12 tesi filosofiche contro gli Agostiniani. Gli studenti e futuri teologi Martin Bucèro e Johann Brenz furono presenti fra il pubblico.

### Disputa di Lipsia (1519)
Johann Eck venne coinvolto in una disputa letteraria con Andreas Karlstadt e sfidò il suo avversario in un dibattito pubblico. La disputa ebbe luogo a Lipsia alla presenza del duca Giorgio di Sassonia, nonostante nella facoltà dell'Università avesse luogo una protesta e i divieti dei vescovi di Merseburgo e di Brandeburgo. Eck venne a Lipsia con un discepolo; Lutero e Carlostadio entrarono nella città accompagnati da un esercito di seguaci, per lo più studenti. Dal 27 giugno al 4 luglio (1519) Eck e Carlostadio hanno dibattuto sul tema del libero arbitrio e l'umana capacità di cooperare con la grazia. Eck ha costretto il suo antagonista ad ammettere tesi che invalidano la nuova dottrina luterana, dopo di che Lutero stesso si è fatto avanti per demolire il dogma della supremazia di Roma per diritto divino. Il dibattito sulla supremazia del Papa fu seguito da discussioni sul purgatorio, indulgenze, penitenza, ecc. Il 14 e 15 luglio Carlostadio riprende il dibattito sul libero arbitrio e le opere di bene. Alla fine il duca Giorgio ha dichiarato chiusa la disputa, e ciascuno dei contendenti se ne andò, come al solito, rivendicando la vittoria.
Delle due università cui era affidata la decisione finale, l'Università di Erfurt ha rifiutato di intervenire e restituito i documenti; l'Università di Parigi stette in giudizio sugli scritti di Lutero, associando a ciascuna delle sue opinioni una censura religiosa. Lutero ottenne l'appoggio di Filippo Melantone.
La disputa di Lipsia fu l'ultima occasione in cui venne osservata l'antica usanza di giurare di non formulare nessun principio contrario alla dottrina cattolica. In tutti i successivi dibattiti tra cattolici e protestanti, il testo non commentato delle Sacre Scritture veniva citato come autorità. Questo pose i cattolici in una posizione svantaggiata. Ciò accadeva particolarmente in Svizzera, dove Zwingli e i suoi luogotenenti organizzarono una serie di dibattiti unilaterali sotto la presidenza di consigli comunali già passati al protestantesimo. Tali sono state le dispute di Zurigo, 1523, del Baden svizzero, 1526 e di Berna, 1528. In tutte queste dispute il risultato fu l'abolizione del culto cattolico e, ad avviso di questi, la profanazione di chiese e istituzioni religiose.

### Dieta di Ratisbona (1541)
L'imperatore Carlo V cercò di condurre i problemi religiosi della Germania ad una "risoluzione rapida e pacifica" con conferenze tra i teologi cattolici e protestanti.
I protestanti dichiararono la loro determinazione ad aderire ai termini della Confessione di Augusta e, in aggiunta, ripudiarono formalmente l'autorità del Pontefice romano e "non avrebbero ammesso nessun altro giudice sulla controversia se non Gesù Cristo"; sia papa Paolo III che Lutero prevedevano un fallimento. Tuttavia, poiché l'imperatore Carlo V e suo fratello, re Ferdinando, insistevano nel fare una prova, il Papa ha autorizzato un suo Nunzio, Giovanni Morone, a recarsi a Spira, dove l'incontro era stato programmato per il mese di giugno del 1540. Siccome la in quella città infuriava la peste, la conferenza ebbe luogo a Hagenau, una città libera dell'Impero oltre la sponda occidentale del Reno. Né il principe elettore di Sassonia né il Langravio d'Assia erano abilitati a parteciparvi. Melantone era assente per malattia. I principali teologi protestanti alla conferenza erano Bucero, Brenz, Oswald Myconius, Ambrosius Blarer, e Urbanus Rhegius. I più importanti di parte cattolica erano Johann Fabri, Vescovo di Vienna, e Johannes Eck. Era presente Giovanni Calvino, poi esiliato da Ginevra; è apparso come uomo di fiducia del Re di Francia Francesco I. Dopo un mese, re Ferdinando prorogò la conferenza riconvocandola a Worms il 28 ottobre.
Preoccupato dal fallimento della conferenza ad Hagenau, l'imperatore fece maggiori sforzi per il successo del successivo colloquio di Worms. Egli inviò il suo ministro Antoine Perrenot de Granvelle e Ortiz, suo inviato, alla Corte Pontificia. Quest'ultimo portò con sé il gesuita Pierre Favre. Il Papa inviò il Vescovo di Feltre, Tommaso Campeggi, fratello del cardinale Lorenzo Campeggi, e ordinò a Morone di partecipare. Non dovevano prendere parte a discussioni, ma erano lì per guardare da vicino gli eventi e riferire a Roma. Granvella ha aperto i lavori a Worms, il 25 novembre, preparato a un discorso eloquente e conciliante. Illustrò i mali che avevano colpito la Germania, "una volta la prima di tutte le nazioni nel culto divino, religione, devozione e fedeltà" e ha messo in guardia i suoi ascoltatori su "tutti i mali che cadranno su di voi e il vostro popolo, se, aggrappandosi ostinatamente alle nozioni preconcette, si impedisce un rinnovamento nella concordia; potranno essere attribuiti a voi come gli autori di questo." Per conto dei Protestanti, Melantone ha replicato con una "risposta coraggiosa", gettando tutta la colpa sui Cattolici, che rifiutavano di accettare il nuovo Vangelo.
Una grande quantità di tempo è stata spesa in dispute su mozioni procedurali; infine è stato deciso che Eck doveva essere il portavoce per i cattolici e Melantone per i protestanti. Il dibattito è iniziato il 14 gennaio del 1541. La Confessione di Augusta come base per la conferenza; la Confessione di Augusta del 1540 era un documento diverso dalla Confessione del 1530, essendo stata cambiata da Melantone per soddisfare la sua visione sacramentaria dell'Eucaristia. Eck e Melantone rivaleggiarono quattro giorni sul tema del peccato originale e le sue conseguenze; una formula è stata elaborata su cui entrambe le parti hanno concordato, i protestanti con una riserva.
A questo punto Granvella ha sospeso la conferenza, per essere ripresa a Ratisbona, dove l'imperatore aveva convocato una dieta alla quale ha promesso di partecipare di persona. Questa dieta, dalla quale l'imperatore si aspettava brillanti risultati, è stata convocata con un ordine per il 5 aprile 1541. Come legato del papa apparve il Cardinale Gasparo Contarini, assistito dal nunzio Morone. Calvino era presente, ufficialmente per rappresentare Luneburgo, in realtà per favorire la discordia nell'interesse della Francia. Come interlocutori alla conferenza religiosa che si è riunita allo stesso tempo, Carlo V ha nominato Eck, Julius von Pflug, e Johann Gropper per la parte cattolica, e Melantone, Martin Bucer e Johannes Pistorius il Vecchio per i protestanti. 
Un documento di origine sconosciuta, il Libro di Ratisbona, è stato presentato da Gioacchino II, principe elettore di Brandeburgo, come base di accordo. Questa compilazione si è sviluppata più tardi, come il risultato di conferenze, tenute segrete durante l'incontro a Worms, tra i protestanti Martin Bucer e Volfango Capitone da un lato, e il "luteranizzato" Gropper e un segretario dell'imperatore chiamato Veltwick dall'altro. 
Si trattava di ventitré capitoli, in cui il tentativo è stato fatto così per formulare le dottrine controverse in modo che ciascuna delle parti possa trovare le proprie opinioni espresse in esso. Quanto Carlo V e Granvella hanno avuto a che fare nella transazione è sconosciuto; ma certamente sapevano e approvavano. Il "Libro" era stato presentato dal principe elettore di Brandeburgo al giudizio di Lutero e Melantone, ma il loro atteggiamento di disprezzo non era un buon auspicio per il successo della mediazione.
Quando è stato mostrato al legato e a Morone, il secondo era per rigetto sommario. Contarini, dopo aver fatto una ventina di emendamenti, sottolineando in particolare, all'articolo 14, il dogma della transustanziazione, ha dichiarato che ora "come una persona privata" poteva accettare il testo, ma come legato pontificio doveva consultarsi con i teologi cattolici. Eck assicurò la sostituzione con una concisa esposizione della dottrina della giustificazione. Così emendato, il "libro" è stato consegnato agli interlocutori da Granvella per l'esame. I primi quattro articoli sono stati accettati, trattando dell'uomo prima della caduta nel peccato, libero arbitrio, l'origine del peccato e il peccato originale. La battaglia cominciò seriamente quando fu raggiunto l'articolo quinto, riguardante la giustificazione. Dopo dibattiti lunghi e veementi, una formula è stata presentata da Martin Bucer e accettata dalla maggioranza, così formulata da essere in grado di reggere una interpretazione cattolica e un'interpretazione luterana. Naturalmente era insoddisfacente per entrambe le parti. La Santa Sede ha condannato questo e formulato un severo rimprovero al Cardinale Contarini per non aver protestato contro di essa. Nessun maggior successo è stato raggiunto su altri articoli di pari importanza.
Il 22 maggio la conferenza si è conclusa, e l'imperatore è stato informato sugli articoli concordati e quelli sui quali un accordo era impossibile. Carlo V era assai deluso, ma lui non poteva fare più nulla. Il decreto noto come Interim di Ratisbona, pubblicato il 28 luglio 1541, che ingiunge alle parti il rispetto degli articoli concordati dai teologi, è stato da entrambe le parti disatteso.
Ugualmente senza risultati fu l'ultima delle conferenze convocate da Carlo V a Ratisbona, nel 1546, appena prima dello scoppio della guerra contro la Lega di Smalcalda.

### Dieta di Ratisbona (1546)
Il Colloquio di Regensburg del 1546 è stato un diversivo dell'imperatore Carlo V, per distogliere i protestanti dai suoi preparativi di guerra per schiacciare la Riforma (Guerra di Smalcalda).

### Colloquio di Poissy (1561)
Il colloquio di Poissy si tenne nella omonima cittadina francese nel settembre del 1561.
Con questo colloquio Caterina de' Medici, reggente del figlio Carlo IX di Francia, tenterà di avvicinare le due fazioni religiose presenti in Francia; gli ugonotti e i cattolici.

## Disputa nella Bibbia
La parola "disputa" appare due volte nella Bibbia di re Giacomo.
- "Quando dunque Paolo e Barnaba hanno avuto tra loro un contrasto non piccolo e una disputa, hanno stabilito che Paolo e Barnaba e alcuni altri tra loro, dovevano andare fino a Gerusalemme dagli apostoli e anziani per tale questione."  (Atti degli Apostoli 15:2)
- "Colui che è debole nella fede riceva voi, ma non per dubbie dispute." (Lettera ai Romani 14:1)